# Kulturåret 1808

## Händelser
- 22 december – Beethovens Symfoni nr 5 och Symfoni nr 6 uruppförs på Theater an der Wien vid samma konsert.

## Pristagare
- Svenska Akademiens stora pris – Johan Olof Wallin (för skaldekonst).

## Nya verk
- Esaias Tegnér publicerar sin dikt Landtvärnet
- Faust II av Johann Wolfgang von Goethe

## Födda
- 4 februari – Josef Kajetán Tyl (död 1856), tjeckisk författare.
- 5 februari – Uno Angerstein (död 1874), svensk skribent, musiker, konstnär, officer, lantbrukare och industriman
- 5 februari – Carl Spitzweg (död 1885), tysk målare och poet.
- 26 februari – Honoré Daumier (död 1879), fransk litograf, målare och skulptör.
- 6 mars – Sophie Adlersparre (död 1862), svensk konstnär.
- 25 mars – José de Espronceda (död 1842), spansk författare.
- 28 april – Johann Georg Kohl (död 1878), tysk skriftställare.
- 2 maj – Charles Gleyre (död 1874), schweizisk målare inom akademismen.
- 22 maj – Gérard de Nerval (död 1855), fransk författare.
- 30 augusti – Nils Herman Quiding (död 1886), svensk jurist, journalist och författare.
- 8 september – Wendela Hebbe (död 1899), svensk författare, publicist och journalist.
- 2 november – Jules Barbey d'Aurevilly (död 1889), fransk författare.
- 8 december – Elias Sehlstedt (död 1874), svensk lyriker.
- 25 december –  Albert Grisar (död 1869), belgisk tonsättare.

## Avlidna
- 3 januari – Fredrika Eleonora von Düben (född 1738), svensk konstnär (målare och brodör).
- 24 mars – Johan Erik Bolinder (född 1768), svensk konstnär (miniatyrmålare).
- 30 mars – Gustaf Fredrik Gyllenborg (född 1731), svensk författare och akademiledamot.
- 1 oktober – Thomas Thorild (född 1759), svensk jurist och författare.
- 3 november – Melchiore Cesarotti (född 1730), italiensk poet och översättare.
- 9 december – Marianne Kirchgessner (död 1769), tysk musiker.
- okänt datum – Nathanaël Thenstedt (född 1731), svensk hovpredikant och författare.